# Тугген (футбольный клуб)
«Тугген» (нем. FC Tuggen) — швейцарский футбольный клуб, расположенный в одноименном городе. Был основан в 1966 году. Большую часть своей истории провел в низших лигах Швейцарии.
В 1991 году вышел в четвертьфинал Кубка Швейцарии, где проиграл «Кьяссо» со счётом 4:0.
Домашние матчи проводит на стадионе «Линтштрассе», вмещающем 2800 зрителей (из них 300 на сидячих местах).